# Clausospicula extensa
Clausospicula es un género monotípico de plantas herbáceas perteneciente a la familia de las poáceas. Su única especie, Clausospicula extensa Lazarides, es originaria de Australia.